# Salgado (microregio)
Salgado is een van de 22 microregio's van de Braziliaanse deelstaat Pará. Zij ligt in de mesoregio Marajó en grenst aan de microregio's Arari, Castanhal en Bragantina. De microregio heeft een oppervlakte van ca. 5.784 km². In 2006 werd het inwoneraantal geschat op 238.830.
Elf gemeenten behoren tot deze microregio:
- Colares
- Curuçá
- Magalhães Barata
- Maracanã
- Marapanim
- Salinópolis
- São Caetano de Odivelas
- São João da Ponta
- São João de Pirabas
- Terra Alta
- Vigia

Mesoregio's: Baixo Amazonas · Marajó · Metropolitana de Belém · Nordeste Paraense · Sudeste Paraense · Sudoeste Paraense

Microregio's: Almerim · Altamira · Arari · Belém · Bragantina · Cametá · Castanhal · Conceição do Araguaia · Furos de Breves · Guamá · Itaituba · Marabá · Óbidos · Paragominas · Parauapebas · Portel · Redenção · Salgado · Santarém · São Félix do Xingu · Tomé-Açu · Tucuruí